# Vlag van Tienen
De vlag van Tienen werd door de gemeenteraad op 26 februari 1981 officieel vastgesteld als de gemeentelijke vlag van de Vlaams-Brabantse gemeente Tienen. Op 16 september 1981 werd hij door het koninklijk besluit bevestigd en uiteindelijk gepubliceerd op 6 oktober 1981 en opnieuw op 4 januari 1995 in het officiële Belgisch Staatsblad.
Officieel wordt de vlag beschreven als:
Drie even hoge banen van blauw, van wit en van blauw.
De vlag is volledig gebaseerd op het gemeentewapen en ziet er dus helemaal hetzelfde uit.

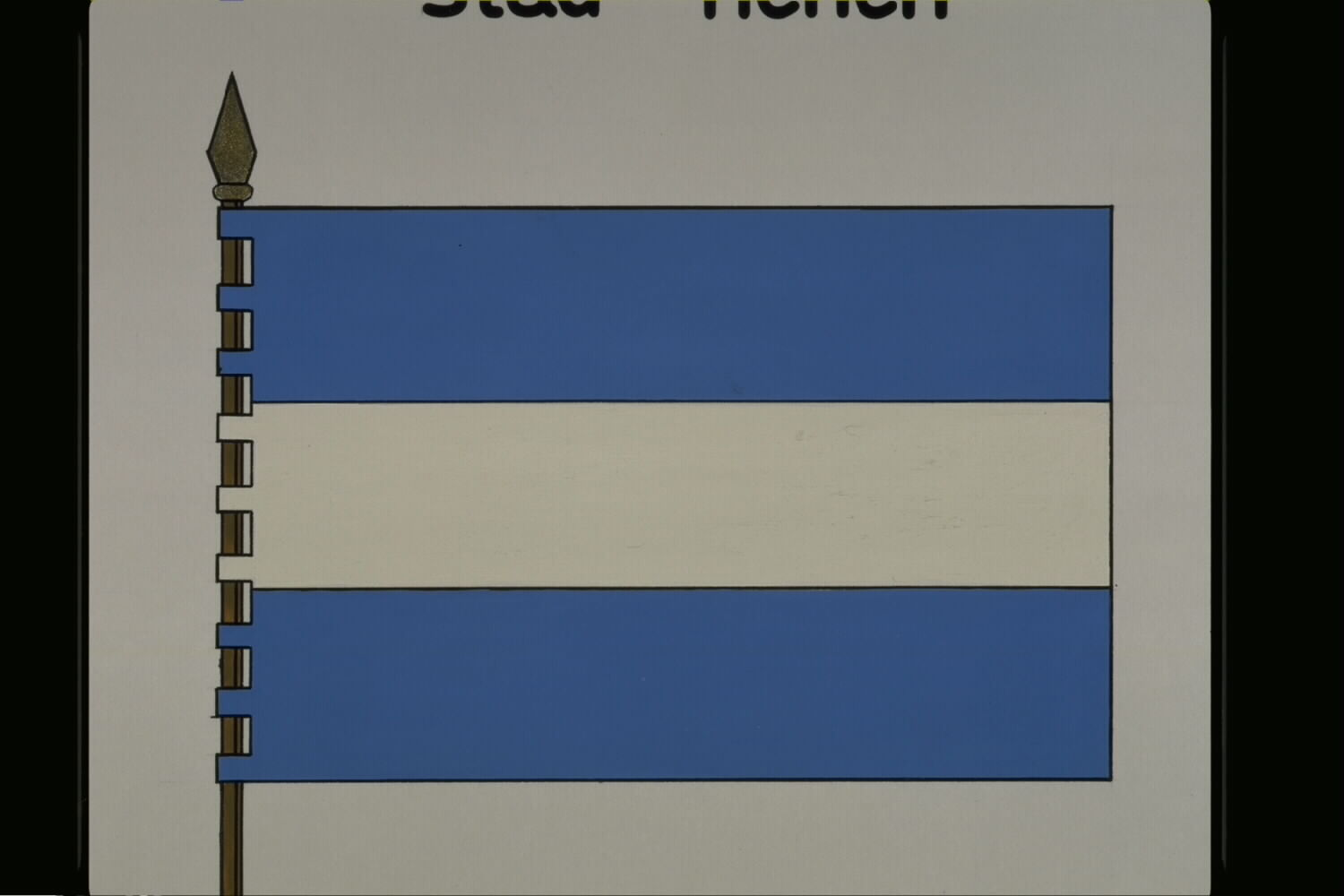
Officiële tekening van de vlag